# Povodeň na Vltavě (1893)
Povodeň, která v únoru roku 1893 zaplavila rozsáhlé území od Mělníka až ke Kralupům nad Vltavou, byla způsobena nakupením ledových ker. Ledové kry, uvolněné táním na sever od Prahy, se zachytily u ústí Vltavy do Labe a vytvořily přírodní hráz. Voda stoupla o několik metrů a nakupené kry vytvořily dvoumetrové hráze. Povodeň místy přesáhla i hladinu povodně z roku 1890 (která strhla Karlův most). Po několika dnech byly naplavené kry odstraněny pyrotechnicky.
Povodeň zničila velkou část obce Lahovice a způsobila odliv jejích obyvatel i přesun jádra obce z Lahovic do Lahoviček.  